# Per Sætersdal
Per Albert Sætersdal ([peɾ ˑalbəɾs sɜˑtəɾsdaːl]; * 18. Mai 1964 in Bergen) ist ein ehemaliger norwegischer Ruderer, der eine olympische Silbermedaille gewann.
Per Sætersdal vom Fana Roklub hatte mit 1,81 m die Körpergröße eines Leichtgewichts-Ruderers. Da die Leichtgewichts-Bootsklassen erst 1996 olympisch wurden, musste er für seine Olympiateilnahmen an Gewicht zulegen. Bei Weltmeisterschaften konnte er in Leichtgewichts-Bootsklassen starten, musste dafür aber Gewicht reduzieren, insbesondere als er 1990 noch einmal ins Leichtgewicht zurückkehrte.
Bei den Ruder-Weltmeisterschaften 1983 und 1984 belegte Sætersdal den achten Platz im Leichtgewichts-Doppelzweier. 1985 war er Zwölfter und 1986 Sechster im Leichtgewichts-Einer. Bei den Ruder-Weltmeisterschaften 1987 trat Per Sætersdal mit Ivan Enstad im Doppelzweier ohne Gewichtsbeschränkung an und belegte den vierten Platz. Bei den Olympischen Spielen 1988 trat Sætersdal mit Kjell Voll an und belegte den elften Platz im Doppelzweier. 1989 trat er im Doppelvierer ohne Gewichtsbeschränkung an und erreichte den sechsten Platz bei den Weltmeisterschaften. 1990 kehrte er dann für eine Saison ins Leichtgewicht zurück, bei den Weltmeisterschaften gewann er im Einer die Bronzemedaille hinter dem Niederländer Frans Göbel und dem Belgier Wim van Belleghem. Im Jahr darauf startete Sætersdal zusammen mit Kjetil Undset im Doppelzweier ohne Gewichtsbeschränkung und belegte bei den Weltmeisterschaften den vierten Platz. Bei den Olympischen Spielen 1992 saßen die Doppelzweier-Weltmeister von 1989 Rolf Thorsen und Lars Bjønness zusammen mit Undset und Sætersdal im Doppelvierer und erkämpften Silber hinter dem deutschen Doppelvierer. 